# Crema al mascarpone
La crema al mascarpone (nota anche come crema lodigiana, crèma de mascarpòn, crema da mascarpú, pucia dulsa o crema gialla), è un dolce al cucchiaio tipico della cucina lombarda, tradizionalmente servito durante le feste.

## Storia
La preparazione di formaggi addolciti con miele, zucchero o frutta è di origine antichissima, motivato dalla supposizione, riportata da autori classici come Apicio e Avicenna, che gli alimenti dolci (tipici della simbologia solare) asciugassero l'umidità dei prodotti caseari, rendendoli così più digeribili e assimilabili. Nel trattato sui latticini di Pantaleone da Confienza del 1477 è indicato che, mischiando il mascarpone con l'acqua di rose e un bel po' di zucchero, si preparava un cibo gustoso e delicatissimo. L'uso di stemperare mascarpone o panna con acqua di fiori di arancio o vino rosolio fu piuttosto comune fino al XIX secolo, in seguito sostituiti da distillati fortemente aromatici (rum, cognac e brandy) maggiormente apprezzati dal gusto dell'epoca. Nella prima edizione de Il cuoco senza pretese ossia la cucina facile ed economica pubblicato a Como nel 1826 è riportata la ricetta dei Sabbajoni al mascarpone, semifreddo a base di zabaglione, mascarpone e biscottini. Nel ricettario La cucina degli stomachi deboli pubblicato a Milano nel 1858 è indicata la ricetta del mascarpone alla inglese simile alla zuppa inglese.

## Preparazione

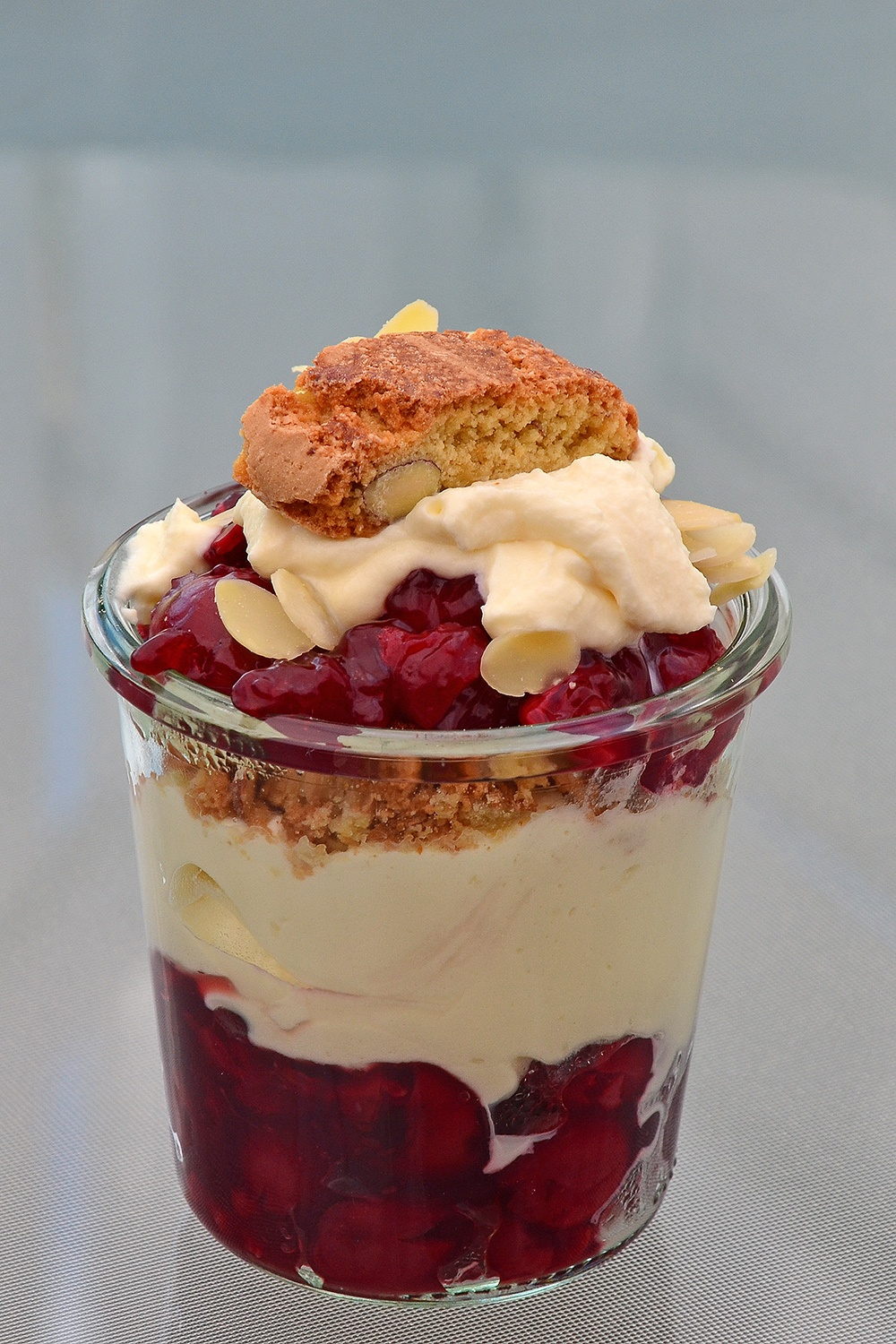
Crema al mascarpone con biscotto e frutti

Si tratta di una crema chiara e spumosa a base di mascarpone, tuorli d'uovo e zucchero. L'ingrediente principale, il mascarpone, è un latticino ricavato dalla lavorazione di panna e acido citrico di origine lombarda, riconosciuto come PAT. Per la preparazione si utilizza uno sciroppo di zucchero e acqua che, quando ha raggiunto la temperatura di 121 °C, va versato sui tuorli fino al raffreddamento, ottenendo così il pâte à bombe. Si tratta sostanzialmente di un composto pastorizzato e "alleggerito" mediante l'aggiunta di panna montata. Infine, prima di essere servita, la crema va messa nelle coppette facendola raffreddare in frigo per 1-2 ore.

## Abbinamenti usuali

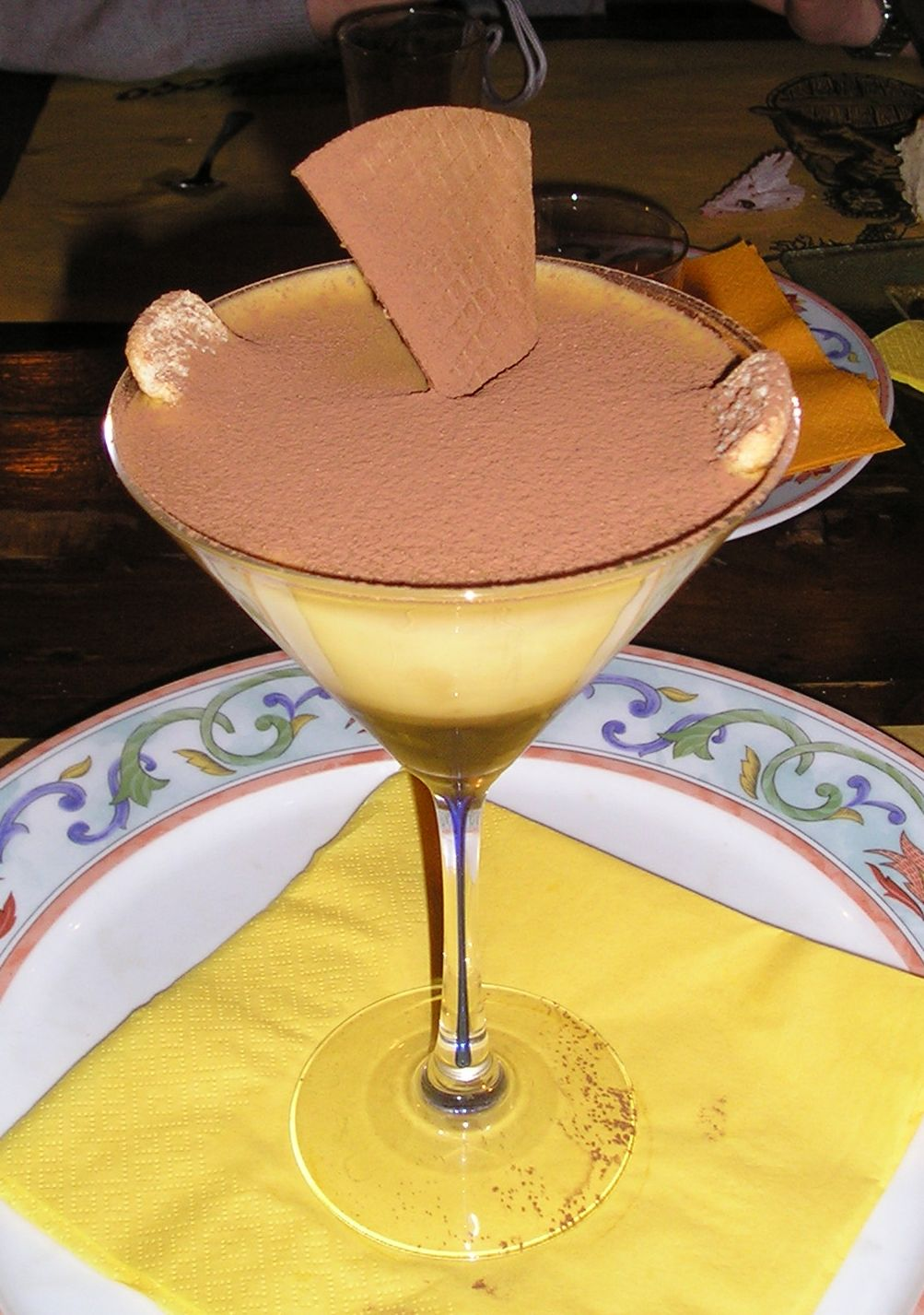
Crema al mascarpone cosparsa di cacao e servita in un bicchiere a coppa

È impiegata soprattutto nell'ambito della pasticceria e viene utilizzata principalmente nella preparazione del tiramisù o tradizionalmente, durante il periodo delle feste di Natale e Capodanno, per accompagnare panettoni e pandori, oppure per farcire e guarnire torte,  ciambelle e pan di Spagna. Per via della sua morbida, soffice e cremosa consistenza può essere considerato un dolce al cucchiaio. Solitamente può essere abbinata con lingue di gatto, frutta fresca, savoiardi, biscotti secchi, liquori (come il rum, il maraschino, il marsala, il vermut bianco, il Cointreau o il Grand Marnier), offelle, servita con altri dolci come la colomba pasquale, oppure con l'aggiunta della scorza grattugiata di limone e arancia o utilizzando il loro estratto naturale. In alternativa, può essere consumata da sola in bicchierini o coppette individuali con una spolverizzata di cacao amaro in polvere in superficie.

## Varianti

### Crema al mascarpone con cioccolato e meringhe
Per la realizzazione della crema al mascarpone con cioccolato e meringhe bisogna iniziare a fondere il cioccolato a bagnomaria, unendo il burro. Una volta sciolti il cioccolato e il burro, si unisce a filo la panna appena scaldata nel forno a microonde o in un pentolino e si mescola con una spatola per ottenere un composto omogeneo. In seguito si copre la crema di cioccolato con una pellicola facendola riposare. Successivamente, in una planetaria o con una frusta elettrica, si sbattono i tuorli con lo zucchero per realizzare un composto chiaro e spumoso. Poi si unisce il mascarpone e si aggiunge il marsala. Una volta fatto ciò si unisce un terzo della crema al mascarpone alla salsa al cioccolato mescolando il tutto e mettendo alcune meringhe sbriciolate sul fondo del bicchiere e alcune scaglie di cioccolato fondente.